# سبخة رادس
سبخة رَادِس سبخة بالشمال الشرقي التونسي، جنوب بحيرة تونس وشرق مقرين وشمال رادس.
| سبخة رادس بن عروس مقرين رادس سيدي رزيق |

| سبخة رادس |